# 20 صفر
- السبت
- الأحد
- الاثنين
- الثلاثاء
- الأربعاء
- الخميس
- الجمعة

- 283 أغسطس 2024
- 294 أغسطس 2024
- 15 أغسطس 2024
- 26 أغسطس 2024
- 37 أغسطس 2024
- 48 أغسطس 2024
- 59 أغسطس 2024
- 610 أغسطس 2024
- 711 أغسطس 2024
- 812 أغسطس 2024
- 913 أغسطس 2024
- 1014 أغسطس 2024
- 1115 أغسطس 2024
- 1216 أغسطس 2024
- 1317 أغسطس 2024
- 1418 أغسطس 2024
- 1519 أغسطس 2024
- 1620 أغسطس 2024
- 1721 أغسطس 2024
- 1822 أغسطس 2024
- 1923 أغسطس 2024
- 2024 أغسطس 2024
- 2125 أغسطس 2024
- 2226 أغسطس 2024
- 2327 أغسطس 2024
- 2428 أغسطس 2024
- 2529 أغسطس 2024
- 2630 أغسطس 2024
- 2731 أغسطس 2024
- 281 سبتمبر 2024
- 292 سبتمبر 2024
- 303 سبتمبر 2024
- 14 سبتمبر 2024
- 25 سبتمبر 2024
- 36 سبتمبر 2024

20 صَفَر أو 20 صَفَر الخير أو 20 صَفَر المُظفَّر أو يوم 20 \ 2 (اليوم العشرون من الشهر الثاني) هو اليوم الخمسون من أيَّام السنة وفق التقويم الهجري القمري (العربي). يبقى بعده 304 أو 305 أيَّام لانتهاء السنة.

## أحداث
- 333هـ - خلع الخليفة العباسي إبراهيم المتقي بن المعتمد بن أحمد الموفق طلحة، المعروف بالمتقي من منصب الخلافة العباسية، وهو الخليفة الحادي والعشرون من الخلفاء العباسيين.
- 937هـ - فك الجيش العثماني بقيادة السلطان سليمان القانوني الحصار عن مدينة فيينا بعد نفاد الذخيرة، وحلول فصل الشتاء في هذه المنطقة الشديدة البرودة.
- 1006هـ - الجيش الألماني يخسر ألفي قتيل أثناء حصاره الحامية العثمانية في «يانق قلعة» الواقعة على بعد 100 كم من الجنوب الشرقي لفيينا؛ وهو ما اضطره إلى رفع الحصار عن المدينة.
- 1237هـ - القاجاريون يهاجمون الأناضول الشرقية ويحاصرون بغداد.
- 1293هـ - صدور العدد الأول من جريدة الأهرام كصحيفة يومية.
- 1328هـ - الحكومة التونسية توقف جريدة «المضحك» التي كان يصدرها عبد الله زروق، والتي تعدّ أول جريدة هزلية تونسية تنشر الشعر الملحون والنوادر الطريفة.
- 1346هـ - الملك محمد الخامس يتولى مقاليد الحكم في المغرب.
- 1385هـ - هواري بومدين يشكل مجلسًا عسكريًا في الجزائر. وقرر هذا المجلس عزل أحمد بن بلة عن رئاسة الدولة.
- 1397هـ - مقتل الملكة علياء قرينة الملك حسين عاهل الأردن بسقوط المروحية التي تقلها أثناء رحلتها التفقدية لجنوب الأردن.
- 1400هـ - أنديرا غاندي رئيسة حزب المؤتمر الوطني الهندي تفوز في الانتخابات وتترأس الحكومة مجددًا.
- 1410هـ - بدء انعقاد مؤتمر الطائف بالسعودية لحل مشكلة الحرب الأهلية اللبنانية.
- 1411هـ - إيران توافق على استئناف العلاقات الدبلوماسية مع العراق بعد قطيعة استمرت نحو 11 سنة منذ بداية الحرب العراقية الإيرانية.
- 1412هـ -
  - إعلان جمهورية أوزبكستان استقلالها عن الاتحاد السوفيتي بعد انهياره.
  - أذربيجان تُعلِن إستقلالها من الاتحاد السوفييتي.
- 1421هـ - إسرائيل تبدأ بسحب جيشها من جنوب لبنان.
- 1432هـ -
  - احتجاجات شعبية في مصر، أسميت بيوم الغضب وذلك تنديدًا بتدني الأجور وارتفاع الأسعار والبطالة، والمطالبة بإصلاحات سياسية، وتطورت الأحداث بعد ذلك إلى اندلاع ثورة 25 يناير للمطالبة بإطاحة الرئيس محمد حسني مبارك ونظامه.
  - الرئيس اللبناني ميشال سليمان يكلف نجيب ميقاتي بتشكيل الحكومة الجديدة بعد حصوله على 68 صوتًا في الاستشارات النيابية.
- 1437هـ - تُركيا وقطر توقعان عدَّة اتفاقيات اقتصاديَّة أبرزها مذكرة تفاهم لتصدير الغاز من قطر إلى تُركيا.

## مواليد
- 318هـ - علي بن إسحاق الزاهي، شاعر وتاجر عراقي.
- 974هـ - محمد الثالث - السلطان العثماني الثالث عشر.
- 1270هـ - حسين كامل، سلطان مصر.
- 1324هـ - فيصل بن عبد العزيز آل سعود، ثالث ملوك السعودية.
- 1336هـ - أحمد الشرباصي، عالم مسلم وأحد رواد الفكر الإسلامي في مصر.
- 1350هـ - إيميلي نصر الله، أديبة لبنانية.
- 1352هـ - فؤاد المبزع، رئيس تونس.
- 1382هـ - سعيد سالم، ممثل إماراتي.
- 1390هـ - سلافة عويشق، ممثلة سورية.

## وفيات
- 812 هـ - نصر الله البغدادي، فقيه حنبلي ولغوي عراقي.
- 974هـ - سليمان القانوني، السلطان العثماني العاشر.
- 1303هـ - جعفر التستري، رجل دين وفقيه ومرجع شيعي إيراني.
- 1363هـ - حسين الدندن، فقيه جعفري وشاعر سعودي.
- 1373هـ - سليمان الجادوي، مناضل تونسي وأحد أعلام النهضة الصحفية في تونس.
- 1397هـ - علياء الحسين، ملكة الأردن.
- 1399هـ - صلاح منصور، ممثل مصري.
- 1421هـ - مشاري بن عبد العزيز آل سعود، أمير وطيار سعودي وهو أحد الأمراء الأحرار.
- 1435هـ - يوسف لطيف، عازف جاز أمريكي.

## مناسبات
- الأربعين: من أيام الشيعة الاثني عشرية.

## وصلات خارجية
- موقع قصة الإسلام: حدث في شهر صفر.